# Little Voice
«Little Voice» — пісня шведської поп-рок-співачки Салін, яка увійшла до її альбому «It's Been a While». Пісня написана Карою ДіоГуарді та Патріком Бергером.

## Версія Гіларі Дафф
«Little Voice» — третій сингл другого студійного альбому американської поп-співачки Гіларі Дафф — «Metamorphosis». Сингл вийшов в Австралії та Новій Зеландії 8 травня 2004 та 4 червня в Нідерландах. Пісня написана Карою ДіоГуарді та Патріком Бергером, спродюсована Чіко Беннеттом та Карою ДіоГуарді. 

### Музичне відео
Музичне відео показує нарізки виконання Дафф на концертах турне Metamorphosis Tour, які входять до відеоальбому The Girl Can Rock.

### Список пісень
CD-сингл для Австралії/Нової Зеландії
1. «Little Voice» — 3:03
2. «Party Up» (Dance Mix) — 3:58

CD-сингл для Європи
1. «Little Voice» — 3:03
2. «Come Clean» (Cut To The Chase Club Mix / Radio Edit) — 3:32

### Чарти
Сингл досяг 29 місця австралійського чарту Australian Singles Chart та 29 місця канадського чарту Canadian Hot 100. В Нідерландах сингл сягнув 80 місця чарту Dutch Top 40.
| Чарт (2004)               | Місце |
| ------------------------- | ----- |
| Australian Singles Chart  | 29    |
| Canada (Canadian Hot 100) | 29    |
| Netherlands Dutch Top 40  | 80    |

### Історія релізів
| Країна        | Дата          | Формат                            | Лейбл     |
| ------------- | ------------- | --------------------------------- | --------- |
| Австралія     | 9 травня 2004 | Максі-сингл, Цифрове завантаження | Hollywood |
| Нова Зеландія | 9 травня 2004 | Максі-сингл, Цифрове завантаження | Hollywood |
| Нідерланди    | 4 червня 2004 | Максі-сингл, Цифрове завантаження | Hollywood |